# United Nations Location Code
UN/LOCODE (United Nation/LOcation CODE) est un code géographique élaboré et géré par la Commission économique des Nations unies pour l'Europe (CEE-ONU ou UNECE en anglais), un organisme de l'Organisation des Nations unies.
UN/LOCODE défini plus de 82000 codes pour des localisations géographiques avec des fonctions tels que des aéroports, gares, axe routier, centre de tri postal, ports et d'autres lieux qui servent au commerce ou au transport dans le monde entier.

## Code
Le code UN/LOCODE est constitué de cinq caractères : les deux premiers sont des lettres et proviennent de la liste des pays en norme ISO 3166-1 alpha 2. Les trois caractères suivants caractérisent le lieu.
DE BER pour Berlin en Allemagne (DE)
NL AMS pour Amsterdam aux Pays-Bas (NL)
US NYC pour New York aux États-Unis d’Amérique (US)
RU VVO pour Vladivostok en Russie (RU)
CN CWN pour Chiwan en Chine (CN) qui est un port important près de Hong Kong
US BH2 pour Binghampton aux États-Unis qui est un terminal routier de l’Illinois
En n’utilisant que les 26 lettres majuscules de l’alphabet, le code de 3 caractères n’offre que 26*26*26 = 17 576 possibilités. Comme ce n’est pas assez pour certains grands pays, tels que les États-Unis, les chiffres de 2 à 9 peuvent être utilisés. Les chiffres 0 et 1 sont interdits pour éviter une confusion avec les lettres O et I. Le nombre de codes possibles à l’intérieur d’un pays s’élève donc à 34*34*34 = 39 304.
Pour la France, la liste UN/LOCODE 2011-1 contient 9787 entrées, ce qui est supérieur au nombre de codes postaux, qui est d’environ 6300, mais inférieur au nombre de communes françaises. La liste UN/LOCODE étant principalement destinée aux logiciels de transport, on y trouve quasiment tous les aéroports et tous les ports, mais il y manque des villes un peu isolées. Il est possible de proposer une nouvelle place géographique à la commission qui jugera s’il faut l’inclure ou non dans sa prochaine liste.

## Nom
Juste après le code, la liste contient le nom de place géographique sous deux formes : avec accents, et sans accent, en ayant juste les 26 lettres de l'alphabet. Ces noms constituent, eux aussi, une normalisation pratique pour les libellés des villes.

## Fonctions
Après le nom vient un champ de huit caractères destiné à des indicateurs, aussi appelées fonctions dont les principales sont :
1 = port
2 = terminal de chemin de fer
3 = terminal autoroutier
4 = aéroport
5 = centre de tri postal
6 = entrepôt de contrôle douanier
7 = moyen de transport et d'acheminement (ex : plateforme pétrolière)
B = point de passage de frontière

## Historique
Publication 2003-1 : environ 36 000 codes
Publication 2003-2 : environ 36 000 codes
Publication 2004-1 : environ 40 000 codes
Publication 2004-2 : environ 42 000 codes
Publication 2005-2 : environ 50 000 codes
Publication 2006-1 : 48 553 codes
Publication 2007 : 58 875 codes
Publication 2009-1 : 71 665 codes
Publication 2009-2 : 76 375 codes
Publication 2011-1 : 82 358 codes